# Cesária Évora
Cesária Évora (Mindelo, 27 augustus 1941 – São Vicente, 17 december 2011) was een folkzangeres uit Kaapverdië. Ze stond bekend als de 'diva op blote voeten', omdat ze de gewoonte had om blootsvoets het podium te betreden.

## Biografie
Évora begon haar carrière als zangeres in Mindelo op het eiland São Vicente. Toen ze net twintig was, zong ze al over de romantische teleurstellingen en de afgelegen ligging van de Kaapverdische Eilanden, op cd uitgebracht onder de naam Radio Mindelo. Évora zong coladeiras (catchy songs, geschikt voor de dansvloer) of mornas (Kaapverdische blues).
In 2004 won ze een Grammy Award voor het 'Best Contemporary World Music Album'.
Haar muziek wordt door veel mensen gezien als wereldmuziek. Ze zong meestal in het Kaapverdisch-Creools, soms ook in Portugees en Frans. 'Sodade' (Saudade) is een term die regelmatig op de melancholieke liedjes terugkomt. Haar werk werd geremixt door verschillende grote namen in het dj-landschap, onder wie Carl Craig, Osunlade en Kerri Chandler, en ze werkte samen met artiesten als Eleftheria Arvanitaki, Marisa Monte, Bonnie Raitt, Compay Segundo, Kassav', Ismaël Lô en Caetano Veloso.
In 2009 bracht ze een volledig nieuwe cd uit (Nha sentimento), een album dat de zwaarte en de lichtheid van haar stem combineerde, met aanzienlijk meer latin- en samba-invloeden dan gewoonlijk.
Miss Perfumado, Cesaria en Cabo Verde zijn bekende werken van haar. Haar bekendste nummers zijn "Sangue De Beirona", "Tchintchirote" en "Sodade".
Sinds 2005 ging het niet goed met haar gezondheid, en onderging ze een aantal operaties. Dit dwong haar er eind september 2011 toe haar carrière te beëindigen. Op 17 december 2011 overleed Évora op 70-jarige leeftijd aan de gevolgen van hartfalen.
Als eerbewijs aan Cesária Évora is de Luchthaven São Pedro op 8 maart 2012 omgedoopt tot Cesária Évora International Airport.

## Trivia
De Belgische singer-songwriter Stromae wijdde op zijn album Racine carrée het nummer Ave Cesaria aan Cesaria Evora.

## Discografie
Studioalbums:
- La Diva Aux Pieds Nus (1988)
- Distino di Belita (1990)
- Mar Azul (1991)
- Miss Perfumado (1992)
- Cesária (1995)
- Cabo Verde (1997)
- Nova Sintra (1998)
- Café Atlantico (1999)
- São Vicente di Longe (2001)
- Voz d'Amor (2003)
- Rogamar (2006)
- Nha sentimento (2009)

Verzamel- en livealbums:
- Sodade - Les Plus Belles Mornas de Cesária (Best of-verzameling, 1994)
- Club Sodade (Remixalbum, 1996)
- Live à L'Olympia (Livealbum, opgenomen in Olympia, Parijs, 1996)
- Colors of the World (Allegro Music, 1997)
- Best Of (Best of-verzameling, 1998)
- Anthology (Best of-verzameling, 2002)
- Anthology - Mornas & Coladeras (Dubbele-cd-uitgave van Anthology, 2004)
- Live D'Amor (Live-dvd, opgenomen in Le Grand Rex, Parijs, 2004)